# Sudio
Sudio（スーディオ）は、スウェーデン・ストックホルムに本社を置く音響機器メーカー。主に、ワイヤレスイヤフォン・ヘッドフォン、ワイヤレススピーカー、ならびにその周辺機器の開発・製造・販売を行っている。

## 概要・略歴
2012年にスウェーデンの首都・ストックホルムで設立。デザイナーには同国出身のマッツ・ウォルステン（スウェーデン語: Mats Wallsten）が起用されている。
当初はイヤフォンを製造していたが、2016年に初となるワイヤレスヘッドフォンを発売した。2017年には、アメリカ合衆国のアパレルブランド「ステューシー」（Stüssy）とのコラボレーションを実施した。2018年には、初めてのトゥルーワイヤレスステレオ（TWS）製品を発売。同年には、自社初となるアクティブノイズキャンセリング（ANC）機能を搭載したワイヤレスヘッドフォンも発売している。イヤフォンへのANCの搭載は、2年後の2020年に発売されるモデルまで時間を要した。同年には、ワイヤレススピーカーにも進出した。2023年には、初となる骨伝導方式ヘッドフォンを発売した。